# 一瞬の花火
「一瞬の花火」（いっしゅんのはなび）は、日本の女性アイドルグループ・NGT48の楽曲。作詞は秋元康、作曲は三谷秀甫が担当した。2024年8月28日にNGT48の10作目のシングルとしてユニバーサル ミュージック ジャパン（EMI Records）から発売された。楽曲のセンターポジションは藤崎未夢、大塚七海、小越春花が務めた。

## 背景とリリース
前作「あのさ、いや別に...」から約1年ぶりのシングル。CDのみのType-A、Type-B、劇場盤およびエムカード付属のNGT48 Official CD Shop限定盤の4形態で発売。
2024年6月27日に実施された「NGT48特別生配信」にてシングルの発売と選抜メンバーが発表された。
選抜メンバーは前作から12名減の11名。グループ初となるトリプルセンターを藤崎未夢、大塚七海、小越春花が務めた。初選抜は4期生の磯崎菜々。前作の選抜メンバーのうち卒業した中井りか、本間日陽、川越紗彩、真下華穂、曽我部優芽、古澤愛、新井りりの、長谷朱桃、南川遥香のほか、三村妃乃、磯部瑠紅、喜多花恵、鈴木凛々花、木本優菜が選抜から外れた。
越後三大花火の一つで、NGT48が応援サポーターを務めるぎおん柏崎まつり 海の大花火大会では、本作「一瞬の花火」にあわせてミュージック花火を打ち上げるコラボレーションが行われた。

## アートワーク
| Type-A・NGT48 Official CD Shop限定盤 | 選抜メンバー11名             |
| Type-B                               | 藤崎未夢、小越春花、大塚七海 |

## ミュージック・ビデオ
一瞬の花火
振付：CRE8BOY

## シングル収録トラック

### Type-A
| #         | タイトル                                    | 作詞      | 作曲      | 編曲      | 時間  |
| --------- | ------------------------------------------- | --------- | --------- | --------- | ----- |
| 1.        | 「一瞬の花火」                              | 秋元康    | 三谷秀甫  | 三谷秀甫  | 4:49  |
| 2.        | 「季節外れのアイスレモネード」              | 秋元康    | 金崎真士  | 金崎真士  | 4:52  |
| 3.        | 「一瞬の花火 Instrumental」                 |           | 三谷秀甫  | 三谷秀甫  | 4:48  |
| 4.        | 「季節外れのアイスレモネード Instrumental」 |           | 金崎真士  | 金崎真士  | 4:51  |
| 合計時間: | 合計時間:                                   | 合計時間: | 合計時間: | 合計時間: | 19:20 |

### Type-B
| #         | タイトル                               | 作詞      | 作曲       | 編曲           | 時間  |
| --------- | -------------------------------------- | --------- | ---------- | -------------- | ----- |
| 1.        | 「一瞬の花火」                         | 秋元康    | 三谷秀甫   | 三谷秀甫       | 4:48  |
| 2.        | 「もう一度 手を繋ぎたい」              | 秋元康    | 富田絵里加 | 野中"まさ"雄一 | 4:19  |
| 3.        | 「一瞬の花火 Instrumental」            |           | 三谷秀甫   | 三谷秀甫       | 4:47  |
| 4.        | 「もう一度 手を繋ぎたい Instrumental」 |           | 富田絵里加 | 野中"まさ"雄一 | 4:18  |
| 合計時間: | 合計時間:                              | 合計時間: | 合計時間:  | 合計時間:      | 18:12 |

### NGT48 Official CD Shop限定盤
| #         | タイトル                                  | 作詞      | 作曲        | 編曲        | 時間 |
| --------- | ----------------------------------------- | --------- | ----------- | ----------- | ---- |
| 1.        | 「一瞬の花火」                            | 秋元康    | 三谷秀甫    | 三谷秀甫    | 4:48 |
| 2.        | 「涙が枯れるまでそばにいる」              | 秋元康    | Toshikazu.K | Toshikazu.K |      |
| 3.        | 「一瞬の花火 Instrumental」               |           | 三谷秀甫    | 三谷秀甫    | 4:47 |
| 4.        | 「涙が枯れるまでそばにいる Instrumental」 |           | Toshikazu.K | Toshikazu.K |      |
| 合計時間: | 合計時間:                                 | 合計時間: | 合計時間:   | 合計時間:   | 9:35 |

## 選抜メンバー
- 磯崎菜々
- 大塚七海
- 北村優羽
- 小越春花
- 佐藤海里
- 杉本萌
- 水津菜月
- 清司麗菜
- 奈良未遥
- 西潟茉莉奈
- 藤崎未夢